# ایمن اشرف
ایمن اشرف (عربی: أيمن أشرف؛ زادهٔ ۹ آوریل ۱۹۹۱) یک ورزشکار اهل مصر است.
از باشگاه‌هایی که در آن بازی کرده‌است می‌توان به باشگاه ورزشی الاهلی مصر اشاره کرد.
وی همچنین در تیم‌های ملی فوتبال Egypt U-20 ۲۸ سپتامبر ۲۰۰۹ بازی کرده‌است.